# خروسي الجنوبية، الفلاحية
خروسي الجنوبية (بالفارسية:روستای خروسی جنوبی)، هي إحدى القری التابعة لريف سالمي في قسم خنافره من مقاطعة الفلاحية، في محافظة محافظة خوزستان الإيرانية.

## السكان
- حسب إحصاءات سنة 2006، بلغ إجمالي السكان في هذه القرية 3759 نسمة موزعين على 609 مسكن.[2]

## وصلات خارجية
- محافظة خوزستان